# Cena ministra životního prostředí
Cena ministra životního prostředí je ocenění udělované ministrem životního prostředí České republiky významným osobnostem či organizacím z oblasti vědy a ochrany přírody a životního prostředí, kteří se vyznamenali mimořádným přínosem pro životní prostředí. Ceny byly předávány od roku 1994 do roku 2009, poslední ročník udílel půdní biolog Ladislav Miko.
Tradici se rozhodl obnovit v roce 2024 Petr Hladík. Cenu ministra životního prostředí za komunikaci a vzdělávání v environmentální oblasti předal během slavnostního večera Environmentální Ceny Josefa Vavrouška, kterou udílí Nadace Partnerství. Omlazená cena ministra je určena každoročně jedné osobnosti, která zásadním způsobem přispěla ke zkvalitnění komunikace či vzdělávání v environmentální oblasti.

## Přehled oceněných

### Ocenění za rok 1994
Slavnostní večer se uskutečnil v Lannově vile v Praze.
- prof. RNDr. Emil Hadač, DrSc.
- RNDr. Jiří Janda
- prof. Ing. Jan Jeník, CSc.
- ekologický časopis Nika
- doc. RNDr. Tomáš Pačes, DrSc.

### Ocenění za rok 1995
Slavnostní večer se uskutečnil v Průhonicích.
- RNDr. Jiří Bumerl
- Ing. František Hromek
- Mgr. Václav Jehlička
- prof. MVDr. Radslav Kinský, DrSc.
- Ing. Zdeněk Kropáček
- Ing. Milan Kunc
- RNDr. Ing. Eliška Nováková, DrS.
- prof. PhDr. Ing. Josef Šmajs, CSc.
- Ing. Bohuslav Švarc

### Ocenění za rok 1996
Slavnostní večer se uskutečnil v areálu Výzkumného ústavu Silva Taroucy pro krajinu a okrasné zahradnictví v Průhonicích.
- RNDr. Dagmar Dykyjová, CSc.
- František Janda - EKOTEZ Praha
- Jiří Jukl
- Ing. Miloš Kloupar
- Agentura KONIKLEC
- RNDr. Danuše Kvasničková, CSc.
- SCHOLA HUMANITAS
- RNDr. Ivo Šanc, CSc.
- Ing. Stanislav Štýs, DrSc.
- Ing. Stanislav Weigel

### Ocenění za rok 1997
Slavnostní večer se uskutečnil v Průhonicích.
- Ing. Zdeněk Cipra
- Josef Císařovský
- Ing. Josef Hladný, CSc.
- Mgr. Emilie Strejčková
- Sdružení TEREZA

### Ocenění za rok 1998
Slavnostní večer se uskutečnil v Průhonicích.
- Ing. Bohumil Beneš
- prof. RNDr. Josef Dostál
- Chemické závody Sokolov a. s.
- prof. Erazim Kohák, PhD.
- Milan Orálek
- ZO ČSOP Veronica

### Ocenění za rok 1999
Slavnostní večer se uskutečnil v Břevnovském klášteře v Praze.
- prof. MUDr. Vladimír Bencko, DrSc.
- Hnutí Brontosaurus a Asociace Brontosaura
- Český geologický ústav (dnes Česká geologická služba)
- prof. PhDr. Jan Keller, CSc.
- Ing. Jaroslav Stoklasa, CSc.
- Tomáš Škrdlant
- Ing. František Urban

### Ocenění za rok 2000
Slavnostní večer se uskutečnil v Praze na Žofíně.
- Drahomíra Fajtlová
- Ing. Ivan Dejmal
- JUDr. Jan Dusík, MSc.
- Ing. Jiří Hanzelka a Ing. Miroslav Zikmund
- Jaroslav Hutka
- prof. Ing. Rudolf Zahradník, DrSc.
- Nadace Face

### Ocenění za rok 2001
Slavnostní večer se uskutečnil v Obecním domě v Praze.
- RNDr. Petr Albrecht
- PhDr. Vladislava Hamplová
- Pavel Křížek
- JUDr. Svatomír Mlčoch
- Ing. Alexandra Orlíková, CSc.
- Ludmila Rakušanová
- PaedDr. Martin Slunečko
- Pavel Šremer
- Jiří Šťástka

### Ocenění za rok 2002
Slavnostní večer se uskutečnil v Národním muzeu v Praze.
- Mgr. Hana Korvasová
- Ing. Aleš Máchal
- Ing. Igor Míchal, CSc.
- Ing. Petr Pelikán
- prof. Ing. Dr. techn. Dalibor Povolný, DrSc.
- Ing. Ivan Stříteský
- RNDr. Lenka Šoltysov

### Ocenění za rok 2003
Slavnostní večer se uskutečnil ve Strahovském klášteře v Praze.
- Mgr. Miroslav Janík
- Jan Lukášek, plk. v. v.
- Prof. RNDr. Bedřich Moldan, CSc.
- Národní síť Zdravých měst České republiky
- Ing. František Procházka
- Mgr. Bohumír Prokůpek
- Svaz ekologických zemědělců Pro-Bio

Navíc bylo uděleno osobní poděkování ministra paní RNDr. Dagmar Dykyjové, emeritní vědecké pracovnici Botanického ústavu AV ČR v Třeboni.

### Ocenění za rok 2004
Přehled oceněných:
- Mgr. Květoslava Burešová, SEV Chaloupky
- Ing. Jiří Čunek
- ČSOP – Místo pro přírodu, Národní síť záchranných stanic pro handicapované živočichy
- Mgr. Pavel Doucha
- prof. RNDr. Hana Librová, CSc.
- PhDr. Marie Hrušková a Jaroslav Turek
- RNDr. Jan Květ, CSc.
- RNDr. Karel Hudec, DrSc.

### Ocenění za rok 2005
Slavnostní večer se uskutečnil 6. prosince 5. června 2005 v Anežském klášteře v Praze.
- Anna Hubáčková
- Václav Chaloupek
- Klub českých turistů
- Miroslav Kovářík
- Jiří Kulich
- Vojen Ložek
- Nadace Partnerství

### Ocenění za rok 2006
Slavnostní večer se uskutečnil 5. června 2007 v Národním domě v Praze na Vinohradech.
- sdružení ekologické výchovy Pavučina
- prof. RNDr. Vladimír Bejček, CSc.
- doc. RNDr. Karel Hudec, DrSc.
- prof. RNDr. Karel Šťastný, CSc.
- Mgr. Vojtěch Kotecký
- RNDr. Václav Cílek CSc.
- prof. Ing. Josef Fanta, CSc.

### Ocenění za rok 2007
Slavnostní večer se uskutečnil 11. listopadu 2008 v Betlémské kapli v Praze.
- RNDr. Miloš Anděra, CSc.
- doc. RNDr. Martin Braniš, CSc.
- PhDr. Petr Fejk
- Steve Lichtag
- MVDr. Přemysl Rabas
- MUDr. Radim Šrám, DrSc.
- prof. RNDr. Zdeněk Veselovský, DrSc. (in memoriam)

### Ocenění za rok 2008
Slavnostní večer se uskutečnil 4. října 2009 v Divadle Járy Cimrmana v Praze.
- Jan Čeřovský
- doc. RNDr. Bohumír Janský, CSc.
- Jan Pokorný
- Jan Willem Jongepier
- Tomáš Jelínek
- Miloš Majda
- Karl Friedrich Sinner
- doc. Ing. Josef Vavroušek, CSc. (in memoriam)

### Ocenění za rok 2023
Slavnostní večer se uskutečnil 6. června 2024 v Senátu Parlamentu ČR v rámci udílení Ceny Josefa Vavrouška.
- Jiří Jiránek, spoluzakladatel Hnutí Brontosaurus

„Jiří Jiránek představuje generaci otců a matek zakladatelek moderní ochrany přírody a krajiny u nás. A koneckonců také samotného Ministerstva životního prostředí. Bez jeho přispění by v roce 1992 nevznikl zákon o ochraně přírody a krajiny, který platí dodnes. A hlavně díky jeho neúnavné práci přivedl k zájmu o přírodu a životní prostředí desetitisíce mladých lidí,“ uvedl ministr životního prostředí Petr Hladík.

### Ocenění za rok 2024
Slavnostní večer se uskutečnil 19. června 2025 v Senátu Parlamentu ČR v rámci udílení Ceny Josefa Vavrouška.
- Jitka Nováčková, modelka a ambasadorka cirkulární ekonomiky

„Ceny Josefa Vavrouška jsou určeny osobnostem, které dokáží srozumitelně a přesvědčivě otevírat důležitá témata ochrany přírody a klimatu široké veřejnosti.   Odkaz Josefa Vavrouška zůstává dodnes inspirací k většímu respektu vůči životnímu prostředí. Jitku Nováčkovou vnímám již dlouho nejen jako influencerku, ale zejména jako autentickou osobnost, a proto jsem se rozhodl předat Cenu ministra životního prostředí právě jí. Dlouhodobě a s respektem komunikuje témata změny klimatu, udržitelnosti i odpovědné spotřeby. Bez moralizování dokáže oslovit mladou generaci, která bude o budoucnosti světa rozhodovat. A především – nebojí se propojovat svůj veřejný vliv s jasnými postoji k ochraně přírody. Její životní styl klade důraz na ekologii a kvalitu života ve vztahu k planetě. Takoví lidé jsou dnes mimořádně důležití,“ uvedl ministr životního prostředí Petr Hladík.